# Řešín
Řešín (dříve německy Rössin) je malá vesnice, část města Bezdružice v okrese Tachov v Plzeňském kraji. Nachází se asi 1,5 kilometru západně od Bezdružic. V roce 2011 zde trvale žilo 33 obyvatel. Řešín je také název katastrálního území o rozloze 5,26 km².

## Historie
První písemná zmínka o vesnici pochází z roku 1237.

## Obyvatelstvo
Při sčítání lidu v roce 1921 zde žilo 154 obyvatel (z toho 68 mužů) německé národnosti, kteří byli, až na dva členy nezjišťovaných církví, římskými katolíky. Podle sčítání lidu z roku 1930 měla vesnice 155 obyvatel německé národnosti a římskokatolického vyznání.
| Rok            | 1869 | 1880 | 1890 | 1900 | 1910 | 1921 | 1930 | 1950 | 1961 | 1970 | 1980 | 1991 | 2001 | 2011 | 2021 |
| -------------- | ---- | ---- | ---- | ---- | ---- | ---- | ---- | ---- | ---- | ---- | ---- | ---- | ---- | ---- | ---- |
| Počet obyvatel | 164  | 181  | 178  | 187  | 161  | 154  | 155  | 67   | 61   | 81   | 72   | 70   | 57   | 33   | 33   |
| Počet domů     | 27   | 31   | 30   | 32   | 30   | 30   | 30   | 24   | 43   | 15   | 20   | 25   | 24   | 25   | 25   |

## Obecní správa
Při sčítání lidu v letech 1850–1963 Řešín byl samostatnou obcí, se kterým patřil nejprve do okresu Teplá, ale v letech 1900–1930 v okrese Planá a v roce 1950 v okrese Stříbro. Od roku 1964 je částí města Bezdružice v okrese Tachov.

## Pamětihodnosti
- Kříž
- Usedlost čp. 3